# Palazzo Corda
Palazzo Corda è un palazzo storico del centro di Calangianus, comune della Gallura in provincia di Sassari, situato su via Angioy.
Di proprietà del comune dal 2006, il palazzo è stato ristrutturato ed adibito a polo culturale e nuova biblioteca del paese.

## Storia
Il Palazzo Corda venne edificato nel 1885 per volere di Marco Corda (1833-1915), il primo pioniere calangianese nel campo del sughero, e ne fece la sua dimora di famiglia nonché sede del primo settore industriale di Calangianus. Sede dei primi grandi dibattiti sul campo del sughero, del quale Calangianus è capitale mondiale, ospitò il 4 marzo 1888 le autorità per l'inaugurazione della ferrovia Monti-Tempio.
Di proprietà del comune dal 2006, il palazzo venne ristrutturato (lavori di restauro finanziati dallo stato) e privato dell'ampio cortile sul retro. Dal 2016, il palazzo si trova in una fase di adattamento per ospitare, oltre al nuovo museo del costume gallurese, una biblioteca più grande e meglio attrezzata, grazie anche ad un cospicuo finanziamento di 830.595 euro erogato dal CIPE e dalla Presidenza del Consiglio dei ministri.

## Architettura
Costruito in pieno centro ai piedi del colle Santa Justa, dove è situata la parrocchia, presenta le caratteristiche e le tecniche costruttive tipiche di fine Ottocento, con una pianta rettangolare e un'ampia facciata a due livelli sulla quale sono situati otto finestre ed un terrazzo che sovrasta un portale ligneo (terrazzo sovrastato a sua volta da un'iscrizione che attesta il primo proprietario del palazzo storico). 
L'edificio comprende un primo piano, il piano terra e la soffitta, ed anticamente presentava sul retro un ampio cortile granitico, da cui si vi era l'accesso diretto alla cantina e, grazie allo scalone centrale, si saliva al piano nobile, caratterizzato da otto grandi camere, comunicanti fra loro e soffitto alto 3,45 m. Le stanze sono decorate da volte e pregevoli decorazioni, affreschi, stucchi e mosaici, a testimonianza del benessere degli antichi proprietari.